# Mensengesäß

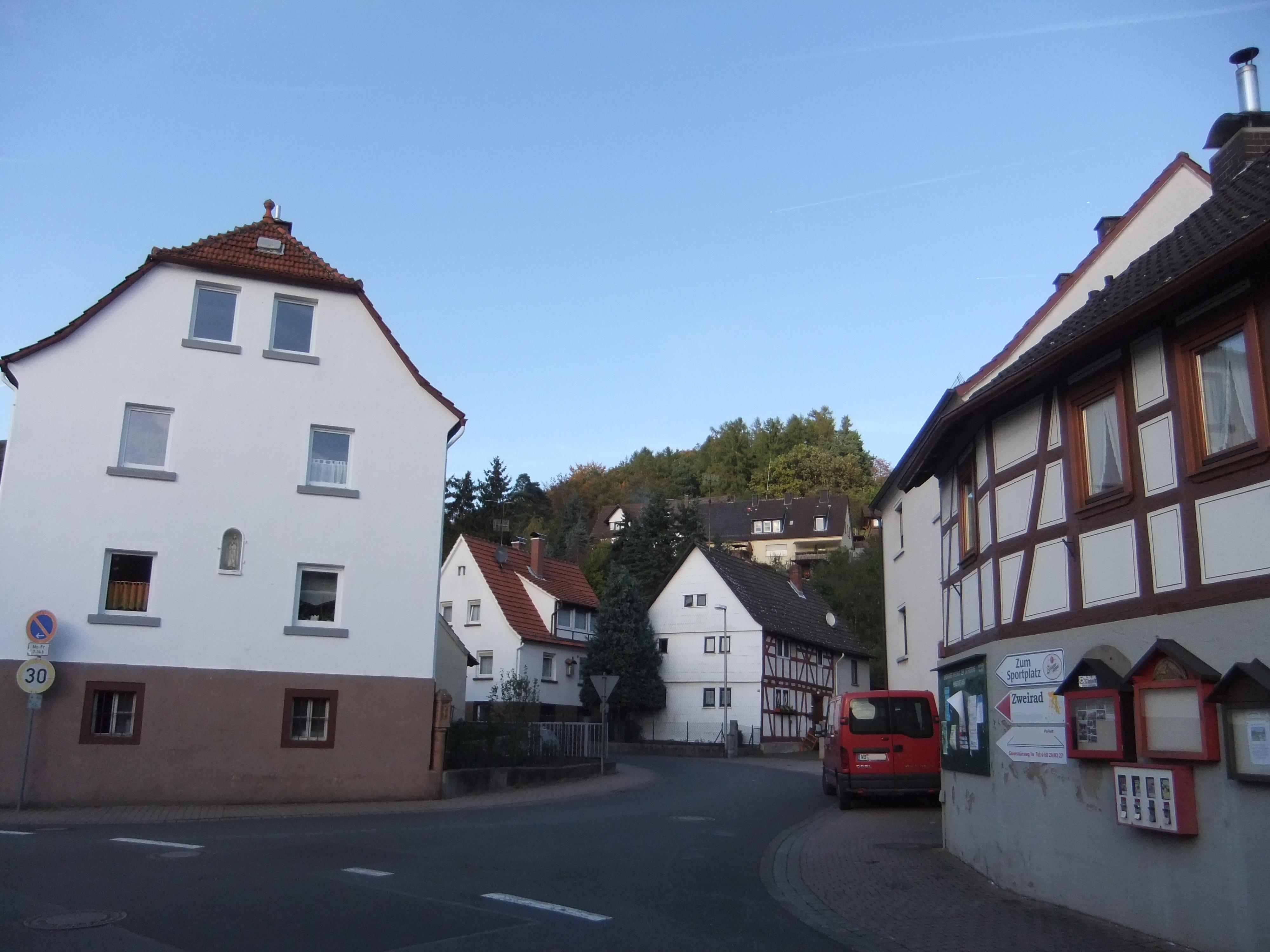
Ortsmitte von Mensengesäß

Mensengesäß ist ein Gemeindeteil des Marktes Mömbris im unterfränkischen Landkreis Aschaffenburg in Bayern.

## Geographie

Gemeindeteil und Gemarkung Mensengesäß

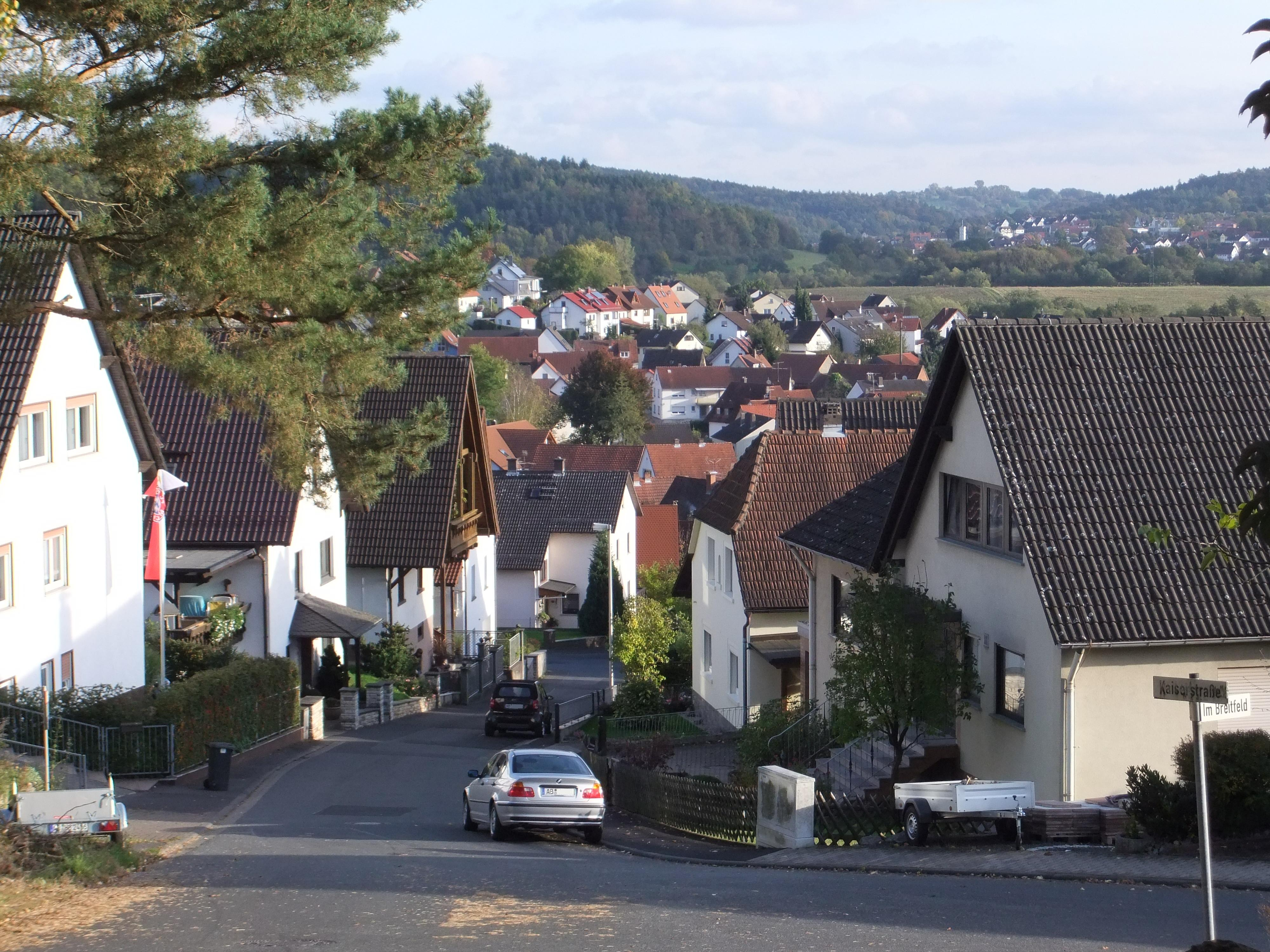
In Mensengesäß

Das Dorf Mensengesäß befindet sich am Rande des Spessarts auf 170 m ü. NHN im mittleren Kahlgrund und liegt an der Kahl zwischen Schimborn und Niedersteinbach. Die durch Mensengesäß führende Hauptstraße verläuft von Mömbris über Hauenstein Richtung Oberschur. Am Bahnhof der Kahlgrundbahn verläuft direkt die Grenze zu Mömbris, mit dem Mensengesäß baulich zusammengewachsen ist. Im Osten grenzt die Gemeinde Krombach in unmittelbarer Nähe an das Ortsgebiet. Die dort liegenden Weiher werden fälschlicherweise oft Mensengesäßer Weiher genannt und befinden sich auf Krombacher Gemeindegebiet. Auf der Gemarkung von Mensengesäß steht die Hüttenberger Kapelle, die zur untergegangenen Ortschaft Hüttenberg gehörte.
Der topographisch höchste Punkt der Dorfgemarkung, die zugleich etwa dem Gebiet der Altgemeinde Mensengesäß entspricht, befindet sich am Herrenberg, südlich von Dörnsteinbach mit 338 m ü. NHN (Lage), der niedrigste liegt an der Kahl auf 162 m ü. NHN (Lage). Der Nördlichste und zugleich östlichste Punkt der Dorfgemarkung befindet sich unweit des Ortsrandes von Oberschur, der südlichste liegt in den Erlenwiesen an der Kahl. Im Westen reicht die Gemarkung bis zur Staatsstraße 2305 Nahe des Mömbriser Feuerwehrhauses.
Die durch Mensengesäß führende Bahnhofstraße war bis in die 1970er Jahre als Staatsstraße 2305 ausgewiesen. Durch Mensengesäß verlaufen der Degen-Weg, der Fränkische Marienweg und der Kahltal-Spessart-Radweg.

### Nachbargemarkungen
Folgende Gemarkungen grenzen an das Ortsgebiet von Mensengesäß:
| Niedersteinbach | Dörnsteinbach                               |          |
|                 | Kompassrose, die auf Nachbargemeinden zeigt | Krombach |
| Mömbris         |                                             |          |

## Name

### Etymologie
Es wird fälschlicherweise angenommen, dass der Name Mensengesäß sich vom Menschengesäß ableitet. Mensengesäß besteht aber aus den alten Wörtern magan und geses. Übersetzt bedeuten sie mächtig und Heim. Es kann von einem Wohnort eines einflussreichen Mannes ausgegangen werden. Im Volksmund  wird der Ort „Mensegesees“ oder „Mehnsgesehs“ genannt.
Weitere Orte in der Region mit dieser Namenswurzel sind Hüttelngesäß, Eidengesäß, Armansgesäß und Dursgesäß (heute Dörsthöfe).

### Frühere Schreibweisen
Frühere Schreibweisen des Ortes aus diversen historischen Karten und Urkunden:
- 1850 Mensengeßes[8]
- 1860 Mensengesäß[9]

## Geschichte
Die Gemeinde Mensengesäß gehörte zum Bezirksamt Alzenau, das am 1. Juli 1862 gebildet wurde. Dieses wurde am 1. Januar 1939 zum Landkreis Alzenau in Unterfranken. Im Zuge der Gebietsreform in Bayern  wurde Mensengesäß am 1. Januar 1972 nach Mömbris eingemeindet.

## Einwohnerentwicklung
| Jahr | Einwohnerzahl |
| ---- | ------------- |
| 1871 | 257           |
| 1880 | 280           |
| 1900 | 330           |
| 1910 | 478           |
| 1919 | 494           |
| 1925 | 561           |
| 1939 | 624           |

| Jahr | Einwohnerzahl |
| ---- | ------------- |
| 1946 | 737           |
| 1961 | 781           |
| 1970 | 833           |
| 1971 | 840           |
| 1981 | 814           |
| 2013 | 1122          |
| 2022 | 1104          |

## Verkehr
Der Haltepunkt Mömbris-Mensengesäß liegt an der Bahnstrecke Kahl–Schöllkrippen.